# 恋するアンチヒーロー
『恋するアンチヒーロー』（こいするアンチヒーロー）は、羽仁修作の日本の演劇である。2012年に羽仁の劇団・演劇集団イヌッコロの第5回公演として上演された。その後は演劇集団イヌッコロによる再演の他に、それ以外の団体によっても再演が重ねられている。戦隊ヒーローにおける「悪の秘密結社」側を主人公とするラブコメディで、カフェを舞台としたワン・シチュエーション・コメディである。2019年に映画化作品『恋するアンチヒーロー THE MOVIE』が公開された。

## あらすじ
ごく普通の青年である真中は、就職活動に失敗して何となく読んだ求人雑誌に載っていた募集を見て、世界征服を企てる悪の秘密結社・シャムニャーンの戦闘員になった。しかし世界征服と言う野望を持っているわけではない真中は、仕事が面白くなくシャムニャーンを辞めたいと思っている。
真中より先にカフェに来た同僚の新田と佐々木は、真中が女性店員2人のどちらを好きなのだろうかと詮索している。美人の菜々ではなく、「10人中9人が選ばない」容姿の美樹が、じろじろと見てくる新田たちが自分に好意があると勘違いして高飛車な態度をとる。真中が恋しているのは菜々の方だ。菜々はシャムニャーンと敵対する正義のヒーロー・ガルルンジャーの大ファンである。菜々の気を引きたい真中は、自分はガルルンジャーの一員・ガルグリーンだと嘘をつく。新田と佐々木、そして偶然カフェにやってきたシャムニャーンの怪人・ヘルタイガーと話を合わせて、ガルルンジャーとして菜々の前でヘルタイガーを倒す姿を見せる、という芝居を打つ計画を立てた。
カフェにガルレッドとガルピンク、ガルブルー、ガルイエローの4人がやってくる。菜々が真中をガルグリーンと呼んだことが4人に聞こえた。真中はレッドたちに問い詰められるが、ピンクがレッドに「前のグリーン、あなたと私がボコボコにしちゃって辞めちゃったじゃない？それで新しい子が入るって上から聞いた気がする」と言い、それに話を合わせる。女癖の悪いレッドは、菜々ではなく美樹に好意を寄せた。真中たちも自分が好きだと勘違いしている美樹は、皆に「王様ゲーム」で決着をつけるように言う。ゲームは殴り合いに発展する。レッドはシャムニャーン自体を窮地に追い込む圧倒的に強いヒーローであるが、横暴で、かなり難のある人物である。ピンクとレッドは恋人同士であるが、レッドの女癖の悪さにピンクは強がって気にしていないふりをしている。
そこへヘルタイガーが再び現れて、茶番劇の計画を話してしまい、真中たちの嘘がばれてしまう。レッドは佐々木と新田をボコボコに打ちのめして、真中に「こいつらにとどめを刺せ。そうすれば本当にガルグリーンとして迎え入れてやる。」と要求するが、真中は仲間に手を出すことが出来ずに、レッドにボコボコにされてしまう。立ち上がった新田が、自分は元ガルグリーンだ、覚えていないのかと問いただして、「仲違いばかりしているガルルンジャーに嫌気がさして辞めたんだ、シャムニャーンで本当の仲間を見つけたんだ」と、レッドに戦いを挑むがあっさり負けてしまう。しかし、レッドに対する不満が積もっていたイエローとピンクの反撃に遭い、レッドは仲間に倒されてしまう。真中の嘘はばれてしまったが、彼らの友情に感動した菜々はシャムニャーンの大ファンになった。

## 公演
2012年
初演は演劇集団イヌッコロの第5回公演として、7月18日から22日までテアトルBONBONにおいて上演された。真中役は真山明大。他に向野章太郎、加古臨王らが出演した。この年にイヌッコロが過去の公演を再演する「SHOW CASE」シリーズが始まり、その第1弾『イヌッコロ SHOW CASE ver.1「恋するアンチヒーロー」』として、11月8日から11日まで劇場HOPEにおいて再演された。再演の演出は森訓久。真中役は安達雅哉。ほかに渡辺隼斗、ウネバサミ一輝らが出演した。
2014年
「SHOW CASE」の第2弾『イヌッコロ SHOW CASE ver.2 「恋するアンチヒーロー」&「天爛のパティシエ」』として、7月24日から28日まで劇場MOMOにおいて再演された。演出は森訓久。真中役は外部俳優の藤井仁人。
2015年
演劇集団イヌッコロと、舞台・映像を製作する会社であるACTOLI、シザーブリッツとのコラボレーションによる「イヌッコロ×ACTOLI×シザーブリッツ トリプルコラボ公演」として、5月8日から17日までサンモールスタジオにおいて上演。戦隊シリーズに出演した俳優伊藤陽佑が演出を担当した。主演・真中役の桑野晃輔、新田役の川隅美慎、菜々役の沢井美優、ガルレッド役の鎌苅健太、ガルピンク役の岩佐真悠子らが出演した。伊藤陽佑のプロジェクト・LITOから公演DVDがリリースされている。
2017年
シザーブリッツの公演として、10月5日から9日までTheater新宿スターフィールドにおいて再演された。演出はムラコ（サミットクラブ）。主演・真中役は2014年の再演でガルブルー役を演じた原野正章。他に栞菜、双松桃子、鷲尾昇らが出演した。シザーブリッツから公演DVDがリリースされている。
2018年
ROCHAプロデュースの公演として、7月17日から22日まで劇場MOMOにおいて上演された。演出はチーム別に桑山こたろうと加納和也が担当。主演・真中役は飯田誠人。
羽仁修の作品を一挙上演する企画「イヌフェス」の第1弾として、9月6日から17日まで劇場MOMOにおいて上演された。主演・真中役は石田隼。他にガルレッド役の川﨑優作、ガルブルー役の一ノ瀬竜らが出演した。
2019年
芸能プロダクション・製作会社のEnthenaの主催によって再演。5月22日から26日まで劇場MOMOにおいて上演された。演出は俳優の市川大貴。主演・真中役の若菜太喜、菜々役の田辺留依、緑川睦らが出演した。
2020年
芸能事務所のstyle officeとDe-LIGHTが「De-STYLE」として主催。演出は野坂実。主演の真中役に松本幸大（宇宙Six）、新田役に冨岡健翔と、ジャニーズJr.のメンバーが起用された。出演は他に大島涼花、米原幸佑、磯貝龍乎、小笠原健ら。8月9日から16日まで三越劇場で上演することを予定していたが、新型コロナウィルス感染症流行の影響から中止となり、29日と30日に無観客での配信をおこなった。
2021年
WBBの10周年記念の公演として、9月4日から12日まで赤坂RED/THEATERにおいて再演された。演出は佐野大樹。主演・真中役は高田翔。他に、翌2022年に作者・羽仁修は自身のペンネームであることが明かされたWBBの佐野瑞樹らが出演した。

## 映画
映画版『恋するアンチヒーロー THE MOVIE』（こいするアンチヒーロー ザ・ムービー）は、2019年8月30日に公開された。監督は小泉剛。主演は真中役の高崎翔太。2018年5月に映画化が発表されて、撮影がおこなわれた。当初は同年冬の公開を予定していたが、それより遅れて2019年8月の公開となった。
映画版は主要キャストにフルネームが付けられており、ガルルンジャーにはそれぞれ本名が付く。

### キャスト
- 真中進：高崎翔太
- 新田秀樹：橋本祥平
- 藤井菜々：佐分利眞由奈
- 佐々木誠二：根本正勝
- ガルレッド / 赤沢勝：高橋健介
- ガルピンク / 桃井亜衣：高橋ユウ
- ガルイエロー / 廣井達也：亀田侑樹
- ガルブルー / 青木恭介：上田堪大
- 美樹：アイリ
- 犬山博士：仁科貴 - ガルルンジャーを束ねる博士。
- ティガー将軍：聡太郎 - シャムニャーンを束ねる将軍。
- お針子：富田翔
- 怪人ヘルタイガー / 減田大介：弓削智久

### スタッフ
- 原作：羽仁修
- 脚本：羽仁修、小泉剛
- 監督：小泉剛
- 企画・プロデュース：宇都木基至
- 主題歌：夜の本気ダンス「Ain't no magic」（Getting Better）[15]
- プロデュース：斉藤三保、ウネバサミ一輝
- 撮影監督：根岸憲一
- 制作プロダクション・配給：トキメディアワークス
- 配給協力：トリプルアップ
- 製作：「恋するアンチヒーロー THE MOVIE」製作委員会